# Parafia św. Jadwigi Śląskiej w Koźli
Parafia św. Jadwigi Śląskiej w Koźli – rzymskokatolicka parafia położona w dekanacie Zielona Góra – Ducha Świętego, diecezji zielonogórsko-gorzowskiej, metropolii szczecińsko-kamieńskiej w Polsce. Została erygowana w 1956 roku.

## Historia Parafii
Pierwsza wzmianka o istnieniu parafii pochodzi z 1378 r. Do 1540 r. istniejący tu drewniany kościół służył katolikom. W czasie Reformacji przeszedł w ręce luteran. Oddany katolikom 29 marca 1668 r. W XVI wybudowano nowy kościół, neogotycki.
W prezbiterium: ołtarz główny ufundowany w 1907 r. przez proboszcza Henschke. W ołtarzu figury św. Jadwigi oraz Serca Jezusa i Serca Maryi. Stary barokowy ołtarz główny, który uszedł pożarowi znajduje się w niszy pomiędzy figurami św. Jana Nepomucena i św. Agnieszki.

## Zasięg parafii
Do parafii należą wierni z miejscowości: Koźla, Bogaczów – (21 km), Grabowiec – (5 km), Krzewiny – (11 km), Pajęczno – (26 km), Sterków – (24 km), Wysoka – (27 km), Letnica – (3 km), Lipno – (7 km).

## Miejsca kultu
- Koźla – neogotycki kościół parafialny pw. św. Jadwigi Śląskiej
- Bogaczów – pw. św. Wawrzyńca. Pierwsza wzmianka o drewnianym kościele pochodzi z 1323 r. Dzisiejsza gotycka świątynia została wybudowana w XVI w. W latach 1540–1668 kościół służył wiernym wyznania luterańskiego; odpust: 10 sierpnia.
- Grabowiec – pw. Najświętszego Serca Pana Jezusa (kaplica), pomieszczenie dzierżawione od Rady Sołeckiej.
- Letnica – pw. świętych Apostołów Szymona i Judy Tadeusza, gotyk, wybudowana 1376 r., poświęcona 1946 r., odpust: 28 października.
- Lipno – pw. MB Częstochowskiej, konstrukcja szachulcowa, poświęcony 30 stycznia 1946 r., odpust: 26 sierpnia.
- Wysoka – pw. św. Teresy od Dzieciątka Jezus, neogotyk, wybudowana w XVIII w., poświęcona 14 września 1956 r. Po wojnie należał do parafii Bobrowice, od początku lat 70. XX w. do Koźli.

## Proboszczowie
- ks. Władysław Terlikowski
- ks. Ignacy Śliwa (1956–1966)
- ks. Józef Urzędniczek (1966–1971)
- ks. Ryszard Bogusz (1971-1978)
- ks. Ryszard Liszkiewicz (1978-1993)
- ks. Tadeusz Zgórski (1989–1993)
- ks. Edward Urbański (1993–1997)
- ks. Grzegorz Sopniewski (1997–2002)
- ks. Ryszard Rudkiewicz (2002–2005)
- ks. kan. Andrzej Palewski (2005-2018)
- ks. kan. dr Andrzej Hładki (2018-2024)
- ks. Tomasz Nowicki (administrator) (od 1 sierpnia 2024)